# Boadicea pelecoides
Boadicea pelecoides là một loài bướm đêm thuộc phân họ Arctiinae, họ Erebidae.